# Iglesia de San Vicente de Fora

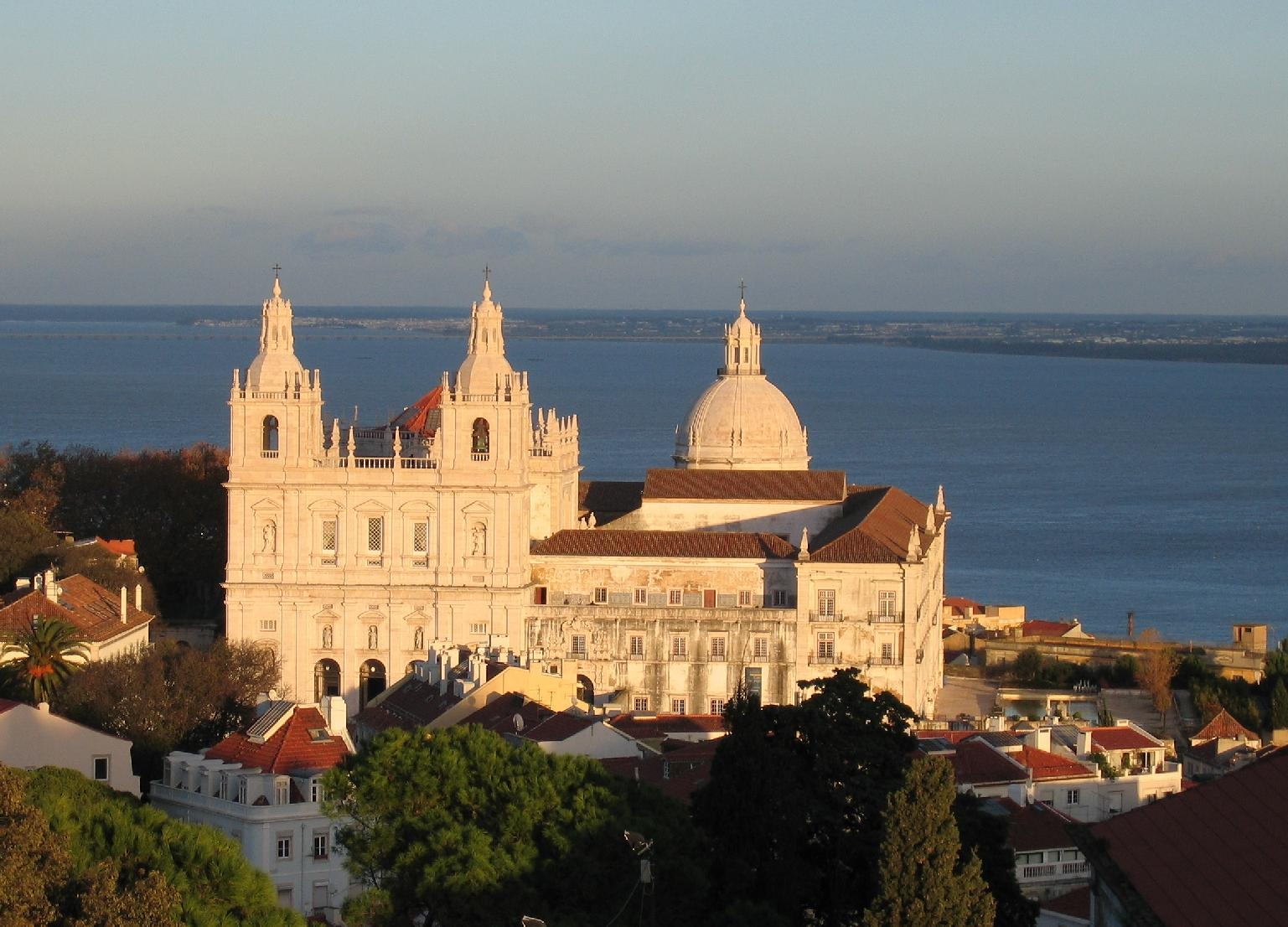
Vista lejana de la iglesia

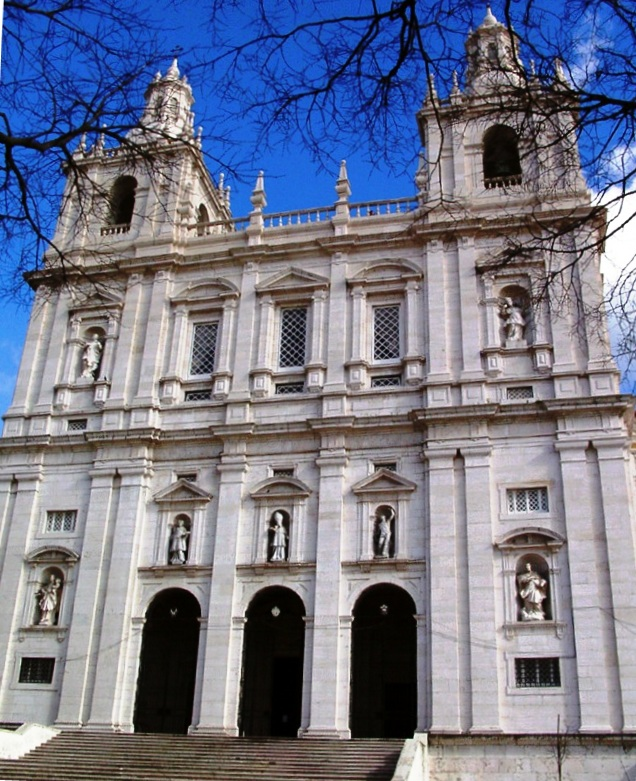
Vista de la fachada principal

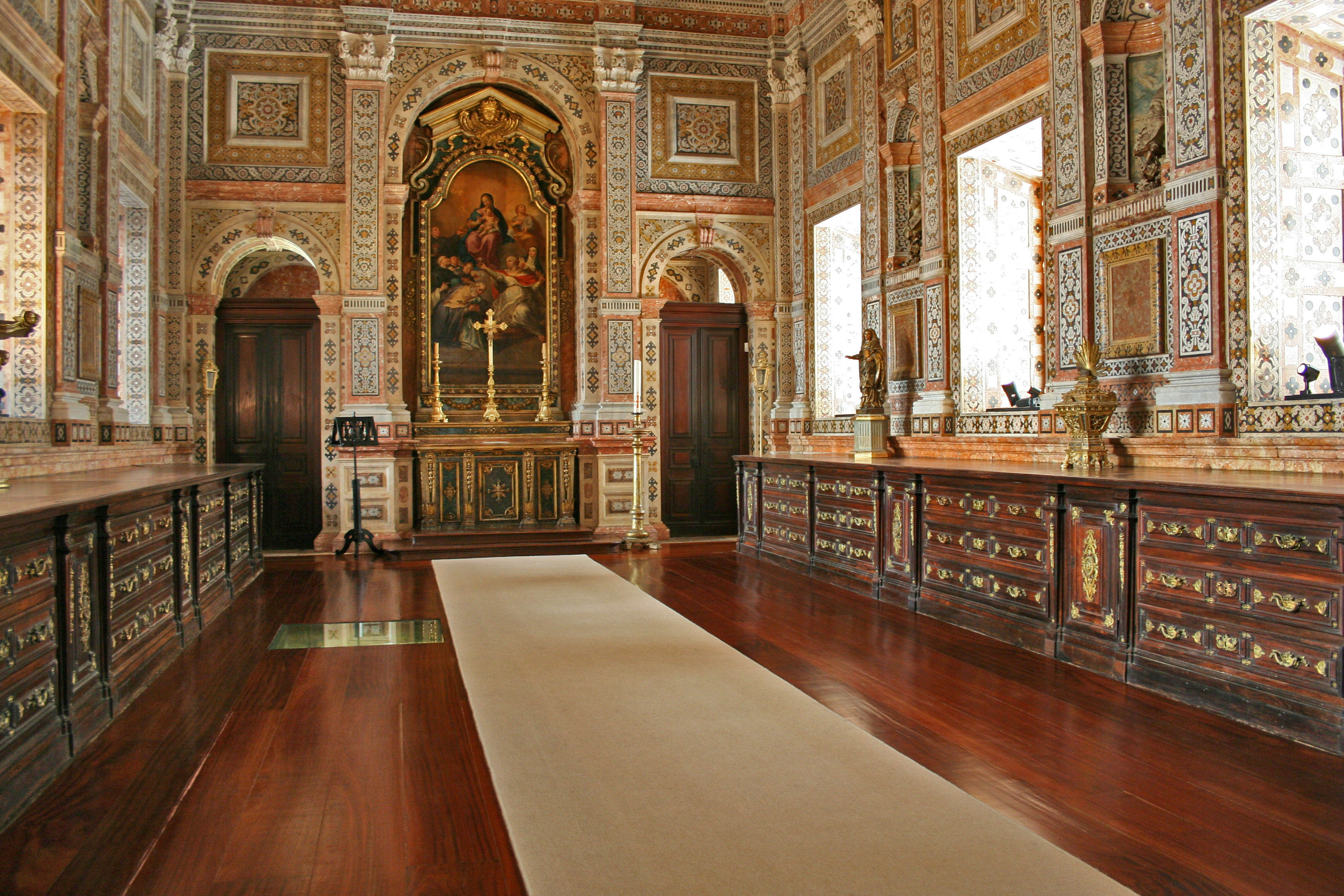
La sacristía, famosa por sus diferentes tipos de mármol

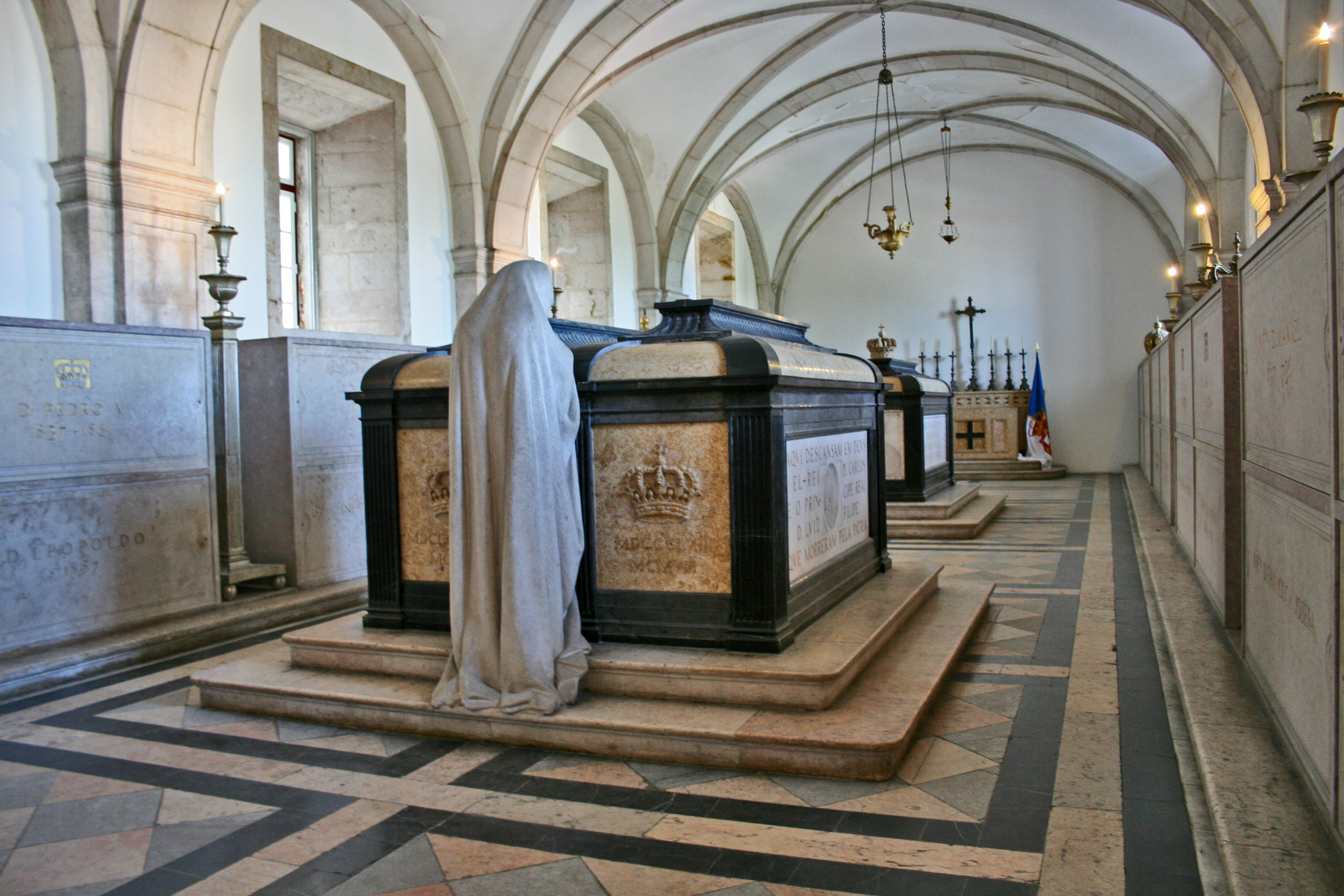
Panteón con las tumbas de la Casa de Braganza

La iglesia o monasterio de San Vicente de Fora es una iglesia de Lisboa dedicada a San Vicente, proclamado patrón de la ciudad en 1173, cuando sus reliquias se transfirieron del Algarve a una iglesia fuera de las murallas de la ciudad.
Diseñado por el arquitecto Italiano Filippo Terzi y el español Juan de Herrera fue terminado en 1627, la iglesia presenta una fachada monumental, sobria y simétrica, con torres a cada lado y las estatuas de los santos Agustín, Sebastián y Vicente sobre la entrada. Dentro, sobresale el baldaquino barroco de Machado de Castro, por encima del altar, flanqueado por estatuas de madera de tamaño natural.
El antiguo monasterio agustiniano adyacente, con acceso por la nave, conserva su cisterna del siglo XVI y vestigios del antiguo claustro, pero es más visitado por sus azulejos del siglo XVIII. Entre los paneles de la entrada, junto al primer claustro, están representadas escenas de ataques de Alfonso Enríquez a Lisboa y Santarém. Alrededor de los claustros, los azulejos, con escenas rurales, rodeados por dibujos florales y querubines, ilustran las fábulas de La Fontaine. En el antiguo convento profesó como religioso san Antonio de Padua.
El palacio colindante, que recibe el mismo nombre, pertenece actualmente a José María Cano y a José Luis Arias (más conocido como Lusco Fusco).

## Panteón de los Braganza
En la parte trasera de la iglesia, un pasaje lleva al viejo refectorio, transformado en panteón de los Braganza en 1885. En él están casi todos los sarcófagos de piedra de los monarcas de esa dinastía, desde Juan IV de Portugal, que murió en 1656, hasta Manuel II, el último rey de Portugal. Solo faltan María I , Pedro IV, Miguel II de Portugal y descendencia. Una estatua de mujer rezando se encuentra junto a los túmulos de Carlos I de Portugal y de su hijo Luis Felipe, asesinados en la Praça do Comércio (Lisboa) en 1908.

### Reyes enterrados
- Juan IV 1640-1656
- Alfonso VI, el Victorioso 1656-1683
- Pedro II 1683-1706
- Juan V 1706-1750
- José I el Reformador 1750-1777
- Pedro III 1777-1786
- Juan VI 1816-1826
- Miguel I 1828-1834
- María II 1826-28 y 1834-53
- Pedro V 1853-1861
- Luis I 1861-1889
- Carlos I 1889-1908
- Manuel II el Desafortunado 1908-1910

- Datos: Q1776168
- Multimedia: Mosteiro de São Vicente de Fora / Q1776168